# Ostenda
Ostenda (niderl. Oostende, fr. Ostende, niem. Ostende) – miasto uzdrowiskowe w północno-zachodniej Belgii, w Regionie Flamandzkim, w prowincji Flandria Zachodnia, siedziba administracyjna okręgu Ostenda. Leży na Wybrzeżu Belgijskim, nad Morzem Północnym.

## Historia

### Początki i średniowiecze
Ostenda była na początku małą wioską położoną na wschodnim końcu (fl.: oost-einde) wyspy Testerep. Choć mała, wioska zyskała status miasta około roku 1265.
Głównym przychodem mieszkańców było rybołówstwo. Wybrzeże Morza Północnego było bardzo niestabilne i w roku 1395 mieszkańcy zdecydowali się zbudować nową Ostendę za wielką groblą i dalej od morza.

### XV–XVIII wiek
Strategiczne położenie było zaletą miasta, ale również przyczyną jego kłopotów. Miasto było często zdobywane i niszczone. Najważniejszym takim zdarzeniem było trzyletnie oblężenie Ostendy w latach 1601–1604. Po obu stronach doliczono się więcej niż 80 tysięcy zabitych lub rannych.
Po tym okresie Ostenda zyskała znaczenie jak miasto portowe, zwłaszcza gdy w 1722 roku Holendrzy zamknęli wejście do portu w Antwerpii. Niderlandy Południowe (obecnie Belgia) stały się częścią Arcyksięstwa Austriackiego. Cesarz, Karol VI Habsburg zagwarantował miastu monopol na handel z Afryką i Dalekim Wschodem. Kompania Ostendzka (Oostendse Compagnie) miała pozwolenie na zakładanie kolonii zamorskich. Jednak w roku 1727 kompania została zmuszona do zaprzestania działalności z powodu nacisków ze strony Holendrów i Brytyjczyków, którzy nie chcieli konkurencji w handlu międzynarodowym, gdyż uważali tę dziedzinę za swoje przywileje.

### XVIII–XXI wiek
Wybrzeże Belgijskie ciągle się rozrastało ze względu na wzmożony ruch. W 1838 roku miasto uzyskało połączenie kolejowe z Brukselą. To z Ostendy wypłynął pierwszy prom do Dover w 1846 roku, jednakże obecnie połączenie to jest używane tylko czasem, jako alternatywa dla położonego we Francji miasta Calais. Miasto zyskało duży rozgłos dzięki uwadze jaką poświęcili mu dwaj belgijscy królowie – Leopold I i Leopold II – obydwaj lubili spędzać wakacje w Ostendzie. Aby zadomowić rodzinę królewską, postawiono ich pomniki. Niedługo także inny belgijscy arystokraci zaczęli przyjeżdżać do Ostendy i miasto stało się znane jako „Królowa belgijskich kurortów nadmorskich”.

## Podział administracyjny
W skład miasta wchodzą dwie dzielnice (deelgemeente):
- Stene
- Zandvoorde

## Turystyka
- kasyno Casino-Kursaal i Fort Napoleona
- promenada, molo i piaszczyste plaże
- Muzeum Jamesa Ensora (Ensorhuis) znajdujące się w domu, w którym artysta mieszkał w latach 1917–1949
- Mercator - barkentyna szkolna i badawcza projektu Adrien'a de Gerlache'a, zamieniona w muzeum morskie
- Hipodrom Wellingtona
- Albertpark – stadion piłkarski
- Latarnia morska Lange Nelle

## Współpraca
Miejscowości partnerskie:
- Bandżul, Gambia
- Monaco-Ville, Monako

## Transport
W mieście znajduje się stacja kolejowa Oostende, a ok. 6 km na zachód od centrum znajduje się port lotniczy Ostenda-Brugia.